# Perry Richardson
Perry Richardson (Conway, 7 luglio 1958) è un bassista statunitense, membro della rock band FireHouse fino al 2000.

## Biografia
Negli anni ottanta Richardson diede vita insieme al cantante C.J. Snare alla band Maxx Warrior. I due successivamente incontrarono Bill Leverty e Michael Foster (che suonavano in una band chiamata White Heat) e insieme decisero di dar vita ai FireHouse nel 1989.
Il gruppo ottenne grande successo commerciale nei primi anni novanta. Richardson lasciò i FireHouse nel 2000.
Successivamente ha suonato il basso nella band dei cantanti country Craig Morgan e Trace Adkins.
Dal 2017 è membro della band christian metal Stryper, dove prende il posto di Tim Gaines.

## Discografia

### Con i Maxx Warrior
- 1986 - Maxx Warrior

### Con i FireHouse
- 1990 - FireHouse
- 1992 - Hold Your Fire
- 1995 - 3
- 1996 - Good Acoustics
- 1998 - Category 5
- 1999 - Bring 'em Out Live

### Con gli Stryper
- 2018 - God Damn Evil
- 2020 - Even the Devil Believes